# Gore od ljubavi
Gore od ljubavi dvanaesti je studijski album Cece Ražnatović. Izdali su ga Ceca Music te Miligram Music 24. svibnja 2004. godine.
Album je prodan u nakladi od 200 000 primjeraka.

## Suradnici
- Produkcija: Miligram Music
- Producent: Aleksandar Milić
- Aranžmani: Aleksandar Milić, Boban Serafimovski
- Suaražnmani: Goran Radinović, Igor Malešević
- Tekstovi: Marina Tucaković, Ljiljana Jorgovanović
- Klavijature: Goran Radinović, Bojan Vasić, Aleksandar Banjac
- Gitare: Nenad Gajin, Petar Trumbetaš, Bane
- Violine: Miško
- Harmonike: Aleksandar Krsmanović
- Trubači: Orkestar Dejana Petrovića
- Prateći vokali: Aleksandra Radović, Ceca, Aleksandar Milić, Ana Petrović
- Remix: Dragan Vukičević
- Postprodukcija: Janez Križaj
- Foto: Nebojša Babić
- Design: Siniša Grahovac

## Popis pjesama
| Br. | Skladba                          | Tekstopisac                             | Skladatelj         | Aranžer                              | Trajanje |
| --- | -------------------------------- | --------------------------------------- | ------------------ | ------------------------------------ | -------- |
| 1.  | »Gore od ljubavi«                | Marina Tucaković, Ljiljana Jorgovanović | Aleksandar Milić   | Aleksandar Milić                     | 4:10     |
| 2.  | »Prljavo, prljavo«               | Marina Tucaković                        | Aleksandar Milić   | Aleksandar Milić                     | 3:17     |
| 3.  | »Ne guši me«                     | Marina Tucaković                        | Aleksandar Milić   | Aleksandar Milić                     | 3:22     |
| 4.  | »Trula višnja«                   | Marina Tucaković                        | Aleksandar Milić   | Aleksandar Milić                     | 4:40     |
| 5.  | »Plan B«                         | Marina Tucaković                        | Aleksandar Milić   | Aleksandar Milić                     | 3:36     |
| 6.  | »Zamalo«                         | Marina Tucaković, Ljiljana Jorgovanović | Aleksandar Milić   | Aleksandar Milić                     | 2:57     |
| 7.  | »Pazi sa kim spavaš«             | Marina Tucaković                        | Aleksandar Milić   | Aleksandar Milić                     | 4:05     |
| 8.  | »Stereo bol«                     | Marina Tucaković, Ljiljana Jorgovanović | Aleksandar Milić   | Aleksandar Milić                     | 4:55     |
| 9.  | »Neću dugo«                      | Marina Tucaković                        | Aleksandar Milić   | Aleksandar Milić                     | 4:22     |
| 10. | »Pepeljara«                      | Marina Tucaković, Ljiljana Jorgovanović | Aleksandar Milić   | Aleksandar Milić                     | 4:31     |
| 11. | »Od tebe ne znam da se oporavim« | Marina Tucaković                        | Boban Serafimovski | Aleksandar Milić, Boban Serafimovski | 3:56     |

## Glazbeni spotovi
- 1. Gore od ljubavi
- 4. Trula višnja

## Izdanja
| Regija             | Datum | Format(i)  | Izdavač                    |
| ------------------ | ----- | ---------- | -------------------------- |
| Srbija i Crna Gora | 2004. | CD, kaseta | Ceca Music, Miligram Music |
| Bugarska           | 2004. | CD, kaseta | Payner                     |